# Hieracium maeandrinum
Hieracium maeandrinum es una especie de planta con flor del género Hieracium, de la familia Asteraceae, orden Asterales.

## Distribución
Hieracium maeandrinum se distribuye por Suecia.

## Taxonomía
Fue descrita científicamente por Johanss. & Sam.